# Маріна-де-Кудейо
Маріна-де-Кудейо (ісп. Marina de Cudeyo) — муніципалітет в Іспанії, у складі автономної спільноти Кантабрія. Населення — 5252 осіб (2009).
Муніципалітет розташований на відстані близько 330 км на північ від Мадрида, 6 км на південний схід від Сантандера.
На території муніципалітету розташовані такі населені пункти: Агуеро, Елечас, Гахано, Орехо, Педренья, Понтехос, Рубайо (адміністративний центр), Сетьєн.

## Демографія
Динаміка населення (INE ):

## Галерея зображень

Розташування муніципалітету
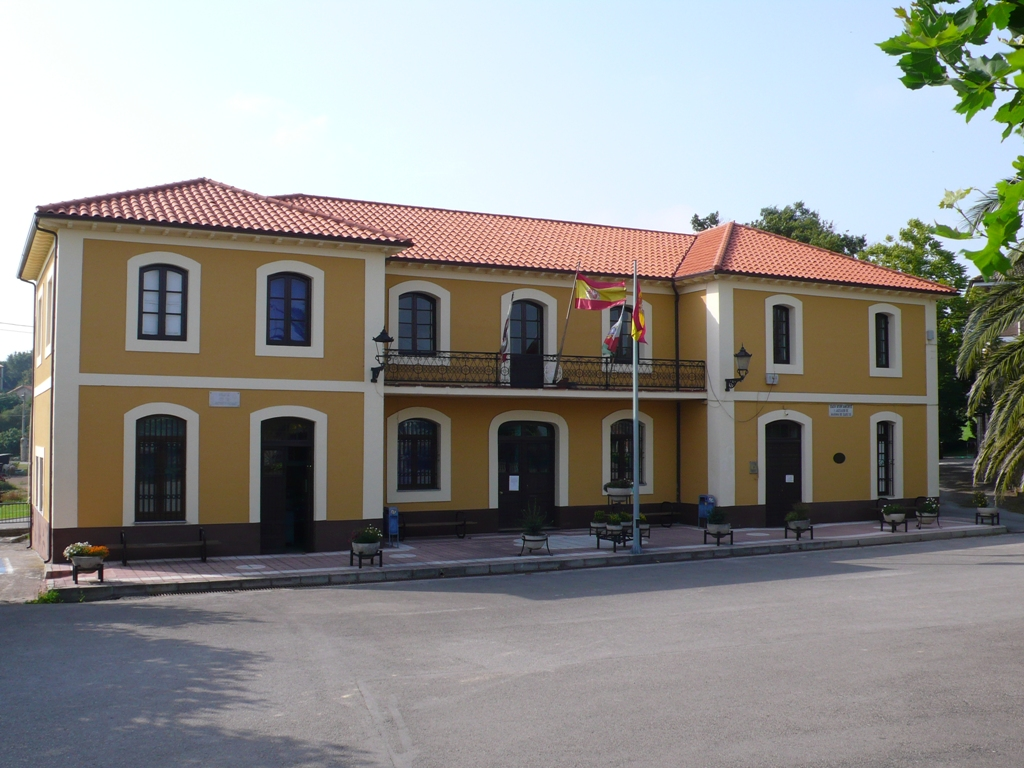
Будинок муніципальної ради, у Рубайо
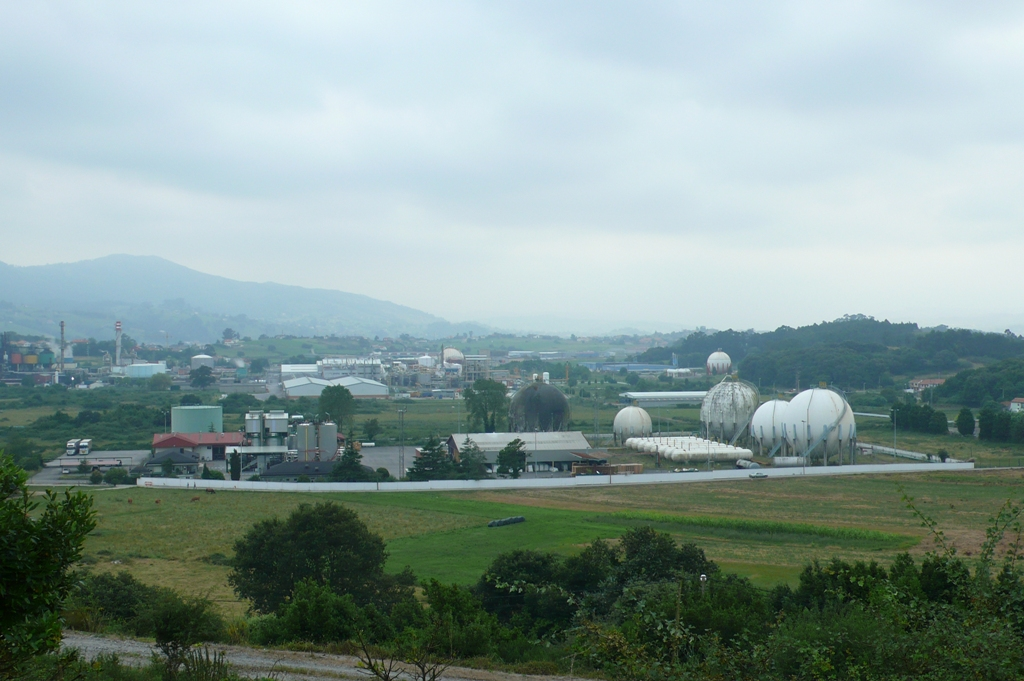
Нафтопереробний завод у Гахано